# Mordre au travers
Mordre au travers est un recueil de nouvelles de Virginie Despentes paru en 1999 chez Librio.

## Résumé
Mise en scène d'un monde inégalitaire, les nouvelles qui composent Mordre au travers explorent les facettes les plus ambiguës de la figure féminine. « Évocation tranchante d'un quotidien noir, de drames intimes ou de rêves inquiétants », chaque nouvelle explore une thématique propre à l'univers de Virginie Despentes : celui de la prostitution (« Domina »), de la précarité sociale (« Balade ») du rapport au corps et à la féminité (« Sale grosse truie », « A terme »), mais aussi de la folie meurtrière et de la question de la domestication de la femme par l'homme (« Je te veux pour moi », « Fils à papa »). En parlant violemment de la femme dans « son désir ou son refus du désir, dans ses colères, ses hontes inavouées, ses excès d'amour ou sa folie meurtrière », Mordre au travers parle de la « Femme blessée, humiliée ou bien vengeresse et autodestructrice. La Femme humaine... trop humaine ? »

## Composition
- « Je te veux pour moi » (inédite, mars 1994)
- « Domina » (inédite, 1994)
- « Sale grosse truie » (publiée dans Le Moule à gaufre, 1994)
- « Balade » (inédite, avril 1995)
- « Lâcher l'affaire » (lecture avec Bastards!, avril 1995)
- « A terme » (lecture avec Bastards!, avril 1995)
- « Comme une bombe » (lecture avec FUTURE KILL, 1996)
- « L'Ange est à ses côtés » (1997)
- « Blue Eyed Devil » (inédite, 1999)
- « Fils à papa » (inédite, 1999)
- « Des poils sur moi » (inédite, juin 1999)

## Commentaires
- L'œuvre porte, en quatrième de couverture, un avertissement au lecteur : « Cet ouvrage contient des passages susceptibles de heurter la sensibilité de certains lecteurs. » (édition originale)
- La couverture de l'édition originale est illustrée par Nora Hamdi, avec qui Virginie Despentes signera, en 2002, un roman graphique, Trois étoiles, publié Au diable Vauvert.

## Éditions
- Mordre au travers, Librio, 1999, fréquemment réédité.